# Kuterevo
Kuterevo egy kis hegyi falu Horvátországban. Lika-Zengg megyében található, közigazgatásilag Otocsán városához tartozik.

## Fekvése

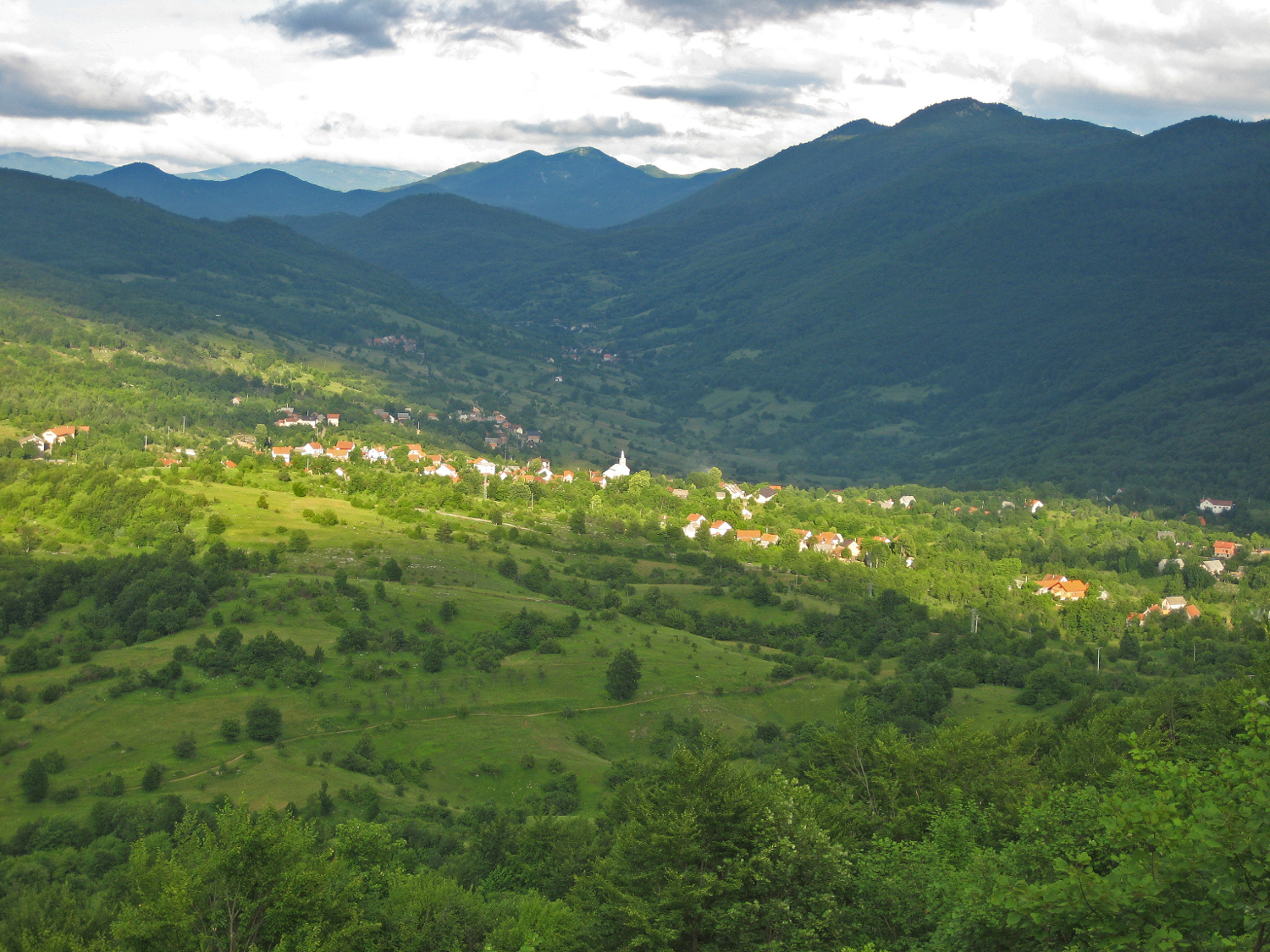
Kuterevo

Kuterevo a Velebit-hegység likai vonulatai között egy erdőkkel övezett hosszú völgyben helyezkedik el. Otocsán városától 14 km-re délnyugat irányában található. A település a tengerszint felett 559 méteren, összesen 31,72 km² területen szétszórtan fekszik. Településrészei Burići, Dubrava, Duliba, Grezina, Grič, Jurković Brdo, Klanac, Krč, Podgora, Poljana, Rončev Draga, Šepci, Tisovac, Trsje, Ulica és Varoš.

## Története

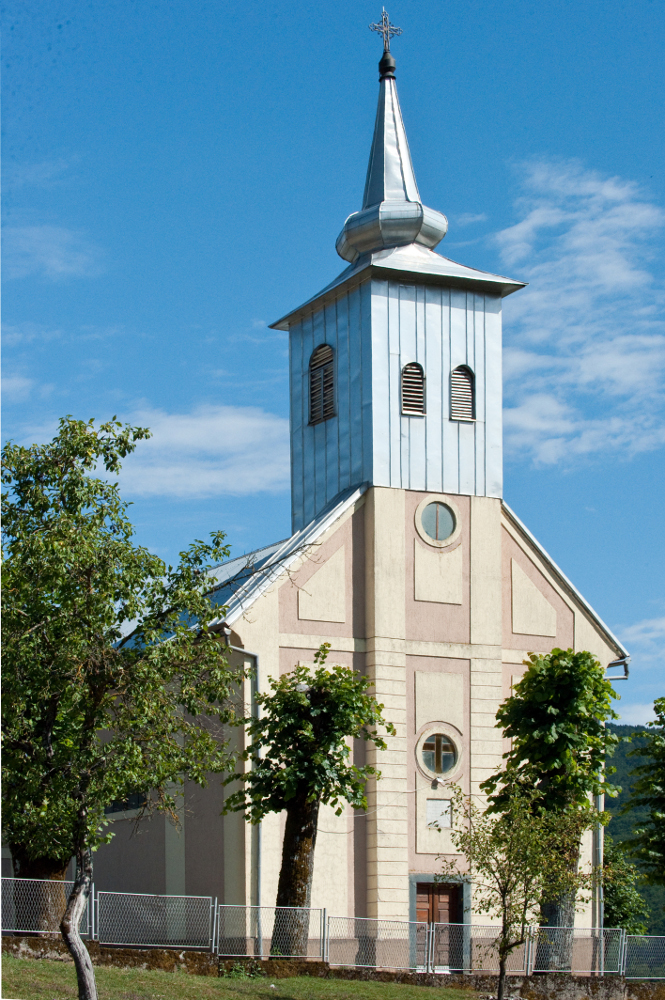
A Kármelhegyi Boldogasszony templom

Kuterevoról az első írásos emlékek 1219-ből származnak. A 16. század folyamán a lakosság nagy része elmenekült az ottomán megszállás elől. 1690-ben kezdett újból benépesedni a település, ugyanis akkor jöttek vissza azok, akik korábban elmenekültek, illetve északról Krajna és Gorski Kotar területéről is érkeztek telepesek, akik a mai napig őrzik a kaj nyelvjárás sajátosságait. Az újonnan érkezettek a letelepítés fejében a török elleni harcokban katonai szolgálatot láttak el. A zenggi kapitányság 1697-es összeírása szerint a faluban 16 ház állt 17 katonai szolgálatra képes lakossal. A fában gazdag területen az itt lakók főként erdészeti munkákból, fáből készített munkaeszközök, használati tárgyak készítésével foglalkoztak, melyeket eladtak, vagy élelmiszerre cseréltek. A falu ma is híres az ittemi fafaragó mesterek termékeiről. A település első templomát 1707-ben építették, mai Kármelhegyi Boldogasszony temploma 1724-ben épült. 1746-ban Kuterevól 26 család élt, egy családra átlagosan 15,8 hold földterület jutott. Plébániáját 1820-ban alapították. 1857-ben 817, 1910-ben 1214 lakosa volt. A trianoni békeszerződésig Lika-Korbava vármegye Otocsáni járásához tartozott. Ezt követően előbb a Szerb–Horvát–Szlovén Királyság, majd Jugoszlávia része lett. Jugoszlávia felbomlása után 1991-ben a független Horvátország része lett. A falunak 2011-ben 523 lakosa volt.

## Népesség
A 2001-es népszámlálás szerint 634 lakos él 130 háztartásban. A népesség nagy része horvát nemzetiségű római katolikus.
| Lakosság változása | Lakosság változása | Lakosság változása | Lakosság változása | Lakosság változása | Lakosság változása | Lakosság változása | Lakosság változása | Lakosság változása | Lakosság változása | Lakosság változása | Lakosság változása | Lakosság változása | Lakosság változása | Lakosság változása | Lakosság változása |
| ------------------ | ------------------ | ------------------ | ------------------ | ------------------ | ------------------ | ------------------ | ------------------ | ------------------ | ------------------ | ------------------ | ------------------ | ------------------ | ------------------ | ------------------ | ------------------ |
| 1857               | 1869               | 1880               | 1890               | 1900               | 1910               | 1921               | 1931               | 1948               | 1953               | 1961               | 1971               | 1981               | 1991               | 2001               | 2011               |
| 817                | 841                | 841                | 960                | 1.095              | 1.214              | 1.108              | 1.214              | 1.084              | 977                | 935                | 941                | 852                | 808                | 634                | 523                |

## Nevezetességei
- Kármelhegyi Boldogasszony tiszteletére szentelt temploma 1724-ben épült. A templom egyszerű, egyhajós épület viszonylag szerény berendezéssel. Harangtornya a homlokzat felett magasodik. A kívül sokszög alaprajzú, belül félköríves szentélyt diadalív választja el a hajótól, melyen két angyal között a „Dicsőség a magasságban Istennek.” ("Slava Bogu na višini") felirat olvasható. A szentélyhez balról sekrestye csatlakozik. Nincsen a klasszikus értelemben vett oltára. A szentély hátfalára függesztett oltárképe a gyermekét ölelő Kármelhegyi Boldogasszonyt ábrázolja, az előtt áll a II. vatikáni zsinat rendelkezései szerint készített szembemiséző oltár.
- Egyre nagyobb érdeklődésnek örvend a mackómenedékhely is, ahol elárvult medvebocsoknak nyújtanak melegszívű ellátást.

## Gazdaság
A helyi lakosok főképp mezőgazdaságból és állattenyésztésből élnek, de messzi földön híresek a helyi mesteremberek faportékái.

## Turizmus

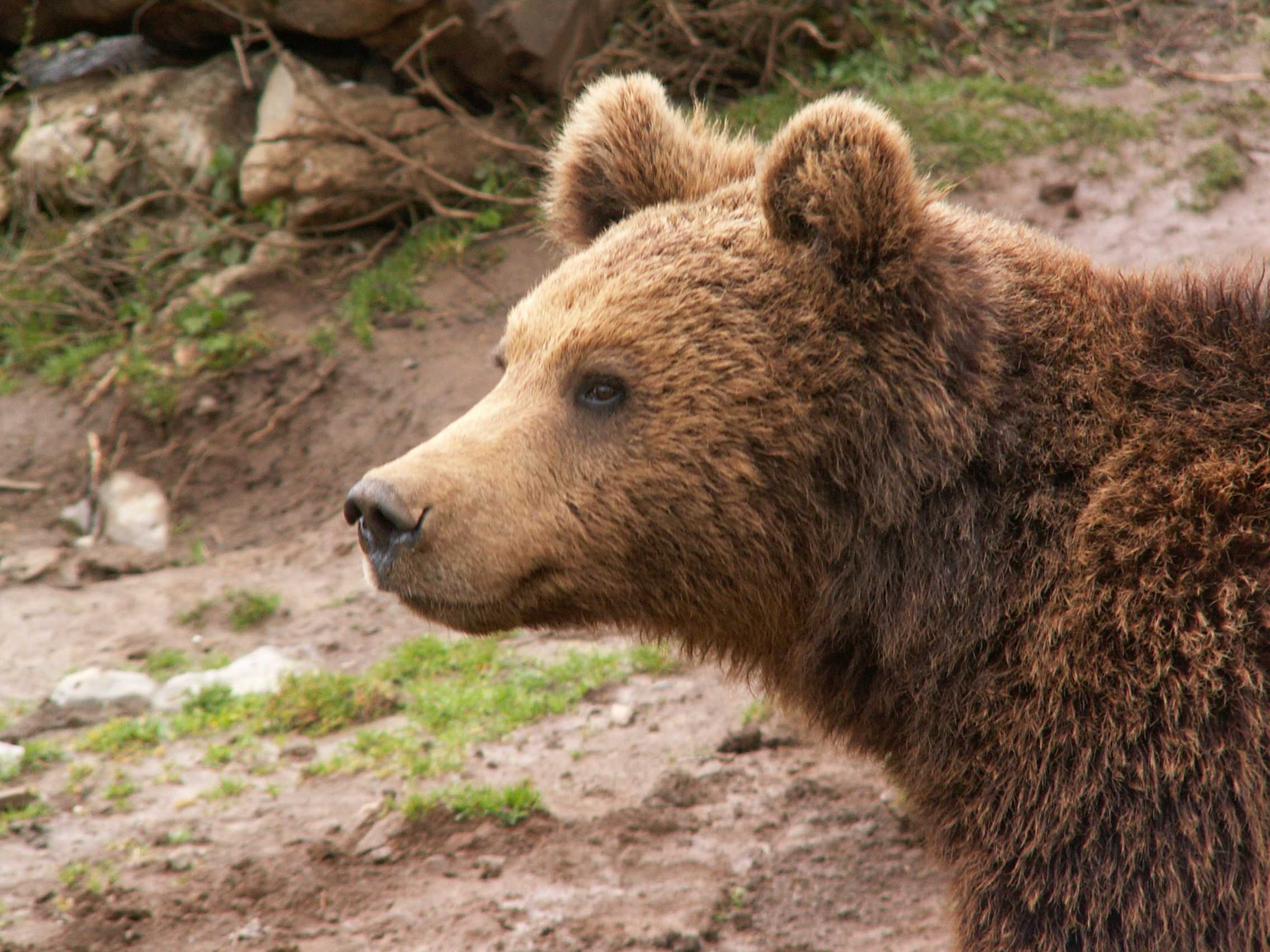
A medvemenhely egyik lakója

Kuterevó sikeresen megtartotta a népi hagyományokat követő építkezési stílusát illetve a famegmunkálás tradicionális technikáit. Méltán híres a fából készült termékeiről, mint például a településről elnevezett tamburica típusú hangszerről, a Kuterevkáról. Ezen felül a kuterevói famegmunkálás hírnevét öregbítik a helyi mesterek által készített hordók illetve székek.